# Овраг
Оврагът е форма на релефа, създадена от течаща вода, която рязко е издълбала почвата, най-често върху склон. Овразите наподобяват големи вади или малки долини, достигайки метри или десетки метри дълбочина и широчина. В процеса на образуване на оврага е възможно обемният разход на водата да е голям, което довежда до значително издълбаване на почвата.

## Образуване
Ерозията е процесът, чрез който се образуват овразите. Най-податливи към такава ерозия са склоновете без растителност. Горният слой на почвата им лесно се пренася с течаща вода, обикновено след кратки и интензивни валежи от дъжд (например гръмотевична буря). Оврагът може да нарасне на дължина с течение на времето.
Овразите намаляват плодородието на обработваемата земя около себе си и създават седименти, които могат да задръстят течението на други водни басейни. Поради тази причина се полагат много усилия по изучаван на овразите в рамките на геоморфологията, предотвратяване на ерозията на почвата и възстановяване на терените с оврази. Общата загуба на почва вследствие образуването на оврази може да бъде голяма.
Овраг може да се образува или уголеми и вследствие човешка дейност. Изкуствени оврази се образуват в хода на рудодобива с вода, когато с мощни струи вода се копае в меки алувиални наноси за извличането на злато или калай.

## На Марс
Овразите са широко разпространени при средните и високите географски ширини на Марс. Те са едни от най-младите форми на релефа на тази планета, като най-вероятно са се образували през последните 100 000 години. Именно те са едни от най-големите признаци за наличието на течна вода на Марс в геологическото минало на Марс. Смята се, че най-вероятно са се образували от топенето на снегове на повърхността или топенето на ледове плитко под повърхността.